# Aldeanueva de Barbarroya
Aldeanueva de Barbarroya település Spanyolországban, Toledo tartományban. Aldeanueva de Barbarroya Alcolea de Tajo, Azután, Belvís de la Jara, Calera y Chozas, La Estrella, La Nava de Ricomalillo és Navalmoralejo községekkel határos. Lakosainak száma 461 fő (2024).

## Népesség
A település lakosságának változását az alábbi diagram mutatja:
| Lakosok száma | 804  | 743  | 697  | 663  | 650  | 627  | 561  | 520  | 482  | 461  |
|               | 2001 | 2004 | 2007 | 2009 | 2012 | 2014 | 2017 | 2019 | 2022 | 2024 |